# Eteriani
Eteriani (Georgiano: ეთერიანი, "[el cuento] de Eteri") es un romance épico del folclore georgiano que ha llegado hasta nosotros en forma de 70 piezas de prosa oral y poesía que datan probablemente del siglo X / XI. Existen variantes en las lenguas hermanas: mingrelia, laz y svan.
Eteriani es una historia de amor, al modo de Cenicienta, de la campesina Eteri y el Príncipe Abesalom que decide casarse con ella contra la voluntad de su padre el rey.
Un miembro de la corte, Murman, enamorado apasionadamente de Eteri, vende su alma al diablo para hacer imposible el matrimonio. A través de la hechicería logra que ella caiga enferma y persuade al príncipe para que le entregue a la muchacha, ya que Murman posee el único remedio para su enfermedad. Abesalom no supera el golpe y muere. lo que provoca el suicidio de Eteri. Ambos son enterrados juntos, pero el propio Murman se entierra vivo con ellos. Incluso entonces, es un obstáculo para la unión de los dos enamorados: un arbsusto crece en su tumba interfiriendo entre una rosa y una violeta que nacen de las tumbas de Abesalom y Eteri unidos en un abrazo
Una versión popular de la epopeya, un cuento, fue publicada por primera vez en la prensa de Georgia en 1858. Una edición más completa lo fue por el estudioso del folclore georgiano Petre Umikashvili en 1875. El romance inspira al escritor también georgiano Vazha-Pshavela (1861–1915) a escribir su poema Eteri, y al compositor Zakaria Paliashvili (1871–1933) a crear su ópera Abesalom y Eteri.
- Datos: Q3646205